# Озан (Арканзас)
Озан (енгл. Ozan) град је у америчкој савезној држави Арканзас.

## Демографија
По попису из 2010. године број становника је 85, што је 4 (4,9%) становника више него 2000. године.
| Група             | 2000.      | 2010.      |
| Белци             | 43 (53,1%) | 26 (30,6%) |
| Афроамериканци    | 34 (42,0%) | 53 (62,4%) |
| Азијати           | 0 (0,0%)   | 0 (0,0%)   |
| Хиспаноамериканци | 4 (4,9%)   | 5 (5,9%)   |
| Укупно            | 81         | 85         |